# Autodesk
Autodesk, Inc. — американская компания, поставщик программного обеспечения для промышленного и гражданского строительства, машиностроения, рынка средств информации и развлечений.
Компанией разработан широкий спектр тиражируемых программных продуктов для архитекторов, инженеров, конструкторов. Сейчас[уточнить] насчитывается более 9 млн пользователей Autodesk по всему миру.

## История
Autodesk основана в 1982 году Джоном Уолкером и двенадцатью другими сооснователями. Штаб-квартира — в Сан-Рафеле.
Первым продуктом компании стал разработанный в 1982 году AutoCAD — система автоматизированного проектирования, предназначенная для работы на устройствах, известных в то время как «микрокомпьютеры», включая восьмиразрядную операционную систему CP/M и новые шестнадцатиразрядные IBM PC. Она позволяла создавать детализированные чертежи и была доступна для многих небольших компаний.
В 1985 году компания стала публичной, осуществив первичное размещение.
В начале 1990-х годов Autodesk начала активно разрабатывать специализированные версии AutoCAD для разных отраслей, включая архитектуру, гражданское строительство и машиностроение; а также была проведена реструктуризация компании: созданы 5 самостоятельных подразделений, занимавшихся разработкой 5 главных продуктовых линеек компании. В апреле 1992 года компанию возглавила Кэрол Барц (англ. Carol Bartz), до того занимавшая пост вице-президента Sun Microsystems. Барц стала одной из двух женщин-президентов крупнейших технологических компаний. После своего назначения она стремилась достичь следующих основных целей: довести стоимость Autodesk к 1999 году до $ 1 млрд и снизить её зависимость от AutoCAD как основного источника доходов.
В том же 1992 году Autodesk остановила разработку новых версий AutoCAD для Unix и Apple Macintosh, а в 1997 году — для MS-DOS, сосредоточившись исключительно на среде Microsoft Windows.
В начале 2000-х годов компания также добавила в свой портфель ряд продуктов, не основанных на AutoCAD, такие как систему информационного моделирования зданий Revit и основу технологии цифрового прототипа Inventor.
В 2004 году AutoCAD стал наиболее широко используемой в мире САПР среди двухмерных неспециализированных приложений. Форматы файлов DWG и DXF, разработанные специально для него, также стали широко применяться для обмена данными между различными САПР.
1 мая 2006 года Autodesk возглавила Кэрол Бартц, до того бывшая операционным директором (COO) компании. Кэрол Бартц заняла пост первого исполнительного председателя совета директоров, который оставила в начале 2009 года, став CEO компании Yahoo!.
С 2017 года Autodesk возглавляет Эндрю Анагност

## Продукты и решения
Всего Autodesk в настоящее время[уточнить] выпускает порядка ста программных продуктов. Разработкой занимаются 4 подразделения, возглавляемых старшими вице-президентами:
- «Машиностроение и промышленность» — Роберт Кросс;
- «Архитектура и строительство» — Джей Бхатт;
- «Анимация и графика» — Марк Пети;
- «Базовые решения и развитие бизнеса» (Амар Ханспал).[источник не указан 147 дней]

### AutoCAD
AutoCAD — система автоматизированного проектирования для двухмерного и трехмерного проектирования и черчения. Ранние версии AutoCAD оперировали элементарными объектами, такими как круги, линии, дуги и др., из которых составлялись более сложные объекты. Однако на современном этапе программа включает в себя полный набор средств, обеспечивающих комплексное трёхмерное моделирование, в том числе работу с произвольными формами, создание и редактирование 3D-моделей тел и поверхностей, улучшенную 3D-навигацию и эффективные средства выпуска рабочей документации. Начиная с версии 2010, в AutoCAD реализована поддержка параметрического черчения, то есть возможность накладывать на объект геометрические или размерные зависимости. Это гарантирует, что при внесении любых изменений в проект, определённые параметры и ранее установленные между объектами связи сохраняются.

### Решения для промышленного производства и машиностроения
Решения для проектирования и дизайна, используемые в различных отраслях промышленности, включая машиностроительную, электромеханическую, автомобильную производство промышленного оборудования и потребительских товаров. Многие продукты основаны на технологии цифровых прототипов. К решениям этого сегмента относятся: Autodesk Inventor, продукты семейства Autodesk Alias, AutoCAD Electrical, AutoCAD Mechanical, Autodesk Vault и другие.
- Autodesk Inventor — базовое решение на основе параметрического 3D моделирования для промышленности. Программа позволяет проектировать, визуализировать и моделировать различные трехмерные объекты в цифровой среде. В результате получается так называемый «цифровой прототип», свойства которого полностью соответствуют свойствам будущего физического прототипа вплоть до характеристик материалов.
- AutoCAD Mechanical и AutoCAD Electrical — специализированные решения для промышленности на основе AutoCAD, предназначенные для проектирования механических и электрических систем соответственно. Содержат дополнительные инструменты и библиотеки компонентов, ориентированные именно на использование в машиностроительных отраслях.
- Autodesk Showcase — продукт, предназначенный для создания трехмерных визуализаций на основе данных САПР.
- Autodesk SketchBook Pro[англ.] — приложение для рисования и черчения, разработанное специально для использования с цифровыми планшетами и планшетными ПК.
- Autodesk Alias — семейство программ (Alias Sketch, Alias Design, Alias Surface и Alias Automotive), предназначенных для моделирования поверхностей и дизайна внешнего облика промышленных изделий сложной формы.
- Autodesk Simulation — семейство программ для расчетов и инженерного анализа. Сюда входят Autodesk Simulation Mechanical (ранее известный как Autodesk Simulation Algor) для кинематического и прочностного анализа, Autodesk Simulation CFD (ранее известный как CFDesign) для решения задач вычислительной гидрогазодинамики, а также Autodesk Simulation MoldFlow для моделирования литьевых форм, изделий из пластмассы и процесса литья под давлением.
- Autodesk Vault — семейство программ (Vault Manufacturing и Vault Workgroup) на основе технологии цифровых прототипов для управления проектами в рабочей группе.
- Autodesk Inventor Publisher — решение, предназначенное для создания технических инструкций и документации на продукцию на основе того же цифрового прототипа, что был использован в ходе проектирования.

### Решения для архитектурно-строительной отрасли
Программы этой группы используются преимущественно различными архитектурными и проектными мастерскими, а также другими компаниями строительной сферы для проектирования различных зданий и сооружений, моделирования и анализа их конструкций и подсистем и так далее. Среди этих решений системы параметрического проектирования на основе технологии информационного моделирования зданий (англ. Building informational modeling — BIM) Autodesk Revit Architecture и Autodesk Revit Structure, приложения для проектирования подсистем зданий AutoCAD Architecture, AutoCAD Civil 3D и AutoCAD MEP, а также аналитические комплексы для решения задач экологически рационального проектирования.
- Autodesk Revit — семейство программ (Revit Architecture, Revit Structure и Revit MEP), выступающих ядром технологии информационного моделирования зданий. Они позволяют прорабатывать и изучать концепции будущих конструкций и зданий. Revit Architecture, как следует из названия, ориентирован на работу с архитектурной частью проекта, Revit Structure — на проектирование и анализ конструкций, Revit MEP — на создание коммуникаций и подсистем (электрической, вентиляционной, канализационной и т. д.) здания.
- AutoCAD Architecture и AutoCAD MEP — специализированные решения на основе AutoCAD для работы над архитектурными чертежами и проектирования систем электро- и водоснабжения, вентиляции и кондиционирования. Располагают рядом специальных инструментов для архитекторов и строительных инженеров.
- AutoCAD Structural Detailing — программа на основе AutoCAD, которая предоставляет средства быстрой деталировки, а также создания рабочих чертежей для изготовления стальных и железобетонных конструкций. Решение также поддерживает технологию BIM и создано специально для проектировщиков и изготовителей строительных конструкций.
- AutoCAD Civil 3D — программа для гражданского строительства, основанная на технологии AutoCAD. Используется для разработки проектов в сфере транспорта, землеустройства и инфраструктуры. Также поддерживает технологию BIM.
- AutoCAD Map 3D — решение для картографов, геодезистов и специалистов по геоинформационным системам (ГИС), которое предоставляет возможности прямого доступа к разным форматам данных САПР и ГИС, их редактирования, визуализации и анализа в среде AutoCAD.
- Autodesk Ecotect Analysis — аналитический комплекс для оценки экологической рациональности архитектурных проектов. Позволяет анализировать такие параметры, как уровень освещенности, качество материалов, климат зоны строительства, энергоэффективность и многое другое, а также планировать весь жизненный цикл здания вплоть до утилизации материалов после его деконструкции.
- Autodesk 3ds Max Design — программный продукт на основе 3ds Max для визуализации проектных решений.[источник не указан 147 дней]

Архитектурно-строительное подразделение Autodesk также разрабатывает приложения для совместного управления проектами, такие как NavisWorks.
- Autodesk NavisWorks — семейство NavisWorks (Navisworks Manage, Navisworks Simulate и Navisworks Freedom) позволяет конструкторам и инженерам объединять части проекта в общую цифровую модель для проведения имитационного моделирования и анализа. Таким образом, можно находить и устранять проектные ошибки до того, как они начнут представлять реальную проблему. К сожалению, программа Autodesk Navisworks больше не поддерживается, и официальная ссылка отвечает ошибкой 404.[7]

### Решения для работы с анимацией, графикой и создания виртуальной реальности
Инструменты для создания мультимедийных материалов во всех сферах индустрии развлечений — от визуальных эффектов в кино и на телевидении, и цветокоррекции до анимации, рендеринга, и разработки компьютерных игр. Среди основных разработок редакторы трехмерной графики Autodesk Maya, Autodesk 3ds Max и Autodesk Softimage, решение для работы с анимацией Motionbuilder, система «цифровой лепки» изображений Mudbox, процессоры специальных видеоэффектов Burn, Inferno, Flame, Flint, Lustre и Smoke.
- Autodesk Maya — решение для 3D моделирования, анимации и рендеринга, используемое при создании фильмов, телепрограмм, игр и дизайн-проектов. Maya обладает открытой архитектурой, поэтому всю работу можно записать в скрипт или запрограммировать, используя API-интерфейс или один из двух встроенных языков программирования — Maya Embedded Language (MEL) или Python.
- Autodesk 3ds Max — также программа для моделирования, анимации, рендеринга и композитинга.
- Autodesk Softimage — программа для 3D-анимации персонажей и создания визуальных эффектов. Используется преимущественно при создании кино, видеоигр, а также в рекламной индустрии.
- Autodesk Motionbuilder — решение для создания анимации в режиме реального времени. Используется для создания предварительной визуализации персонажей на основе движений реальных актеров.
- Autodesk Mudbox — программа для трехмерной «цифровой лепки» (т. н. «3D-скульптинга») с высоким разрешением.
- Autodesk Lustre — решение для цветокоррекции на основе графического ускорителя, позволяющее художникам-колористам решать повседневные задачи киноиндустрии и телевидения.
- Autodesk Smoke — интегрированная система для финальной редакторской обработки рекламных роликов и телепередач класса SD, HD, 2K и выше.
- Autodesk Inferno — масштабируемая система для создания визуальных 3D-эффектов, дизайна и заключительной обработки графики в телепрограммах и фильмах класса HDTV.
- Autodesk Flame — продукт для создания визуальных 3D-эффектов, дизайна и постобработки видео в области кино- и телевизионного производства.
- Autodesk Flint — программа, позволяющая создавать графику движения, а также интерактивные 2D/3D-эффекты на стадии постпроизводства телепрограмм.

В области работы с виртуальной реальностью Autodesk разрабатывает также решения класса Middleware, такие как Autodesk Kynapse и Autodesk HumanIK.
- Autodesk Kynapse — инструментарий разработчика в области искусственного интеллекта для игр и моделирования персонажей в реальном времени. Программа дает возможность демонстрировать пространственное мышление и координировать действия персонажей, что позволяет выполнять динамический 3D-поиск путей и имитировать перемещения толпы на сложном рельефе.
- Autodesk HumanIK — решение по созданию процедурной анимации, предназначенное для создания высокореалистичной и интерактивной анимации гуманоидных персонажей для компьютерных игр и симуляций.

### Бесплатные решения и проекты Autodesk Labs
Ряд программных продуктов и сервисов компании (как, например, Design Review и Autodesk Seek) распространяются, на бесплатной основе. Среди этих решений дополнительные услуги для пользователей коммерческого ПО Autodesk, свободно распространяемые программы и демонстрационные версии технологий, разрабатываемых в подразделении Autodesk Labs.
- Autodesk Design Review — бесплатная программа для просмотра, нанесения электронных пометок, выполнения измерений, аннотирования и печати 2D- и 3D-проектов, не требующая установки исходных САПР.
- Autodesk DWG Viewer (DWG TrueView + DWG TrueConvert) — бесплатное решение для просмотра файлов форматов DWG и DXF и конвертирования их в более новый стандарт (например, DWG 2000 в DWG 2010).
- Autodesk FBX — технология, позволяющая упростить процедуру и повысить точность обмена данными между приложениями для создания виртуальной реальности, такими как Maya или Mudbox. Поддерживает ряд программ сторонних разработчиков.
- Autodesk Seek — онлайн-библиотека компонентов и данных для продуктов семейства Revit и AutoCAD MEP. Располагает информацией от различных производителей оборудования и комплектующих, в том числе 3D-моделями, 2D-чертежами, спецификациями, брошюрами и описаниями изделий.[источник не указан 147 дней] Доступ к порталу осуществляется как через веб-сайт[8], так и непосредственно через интерфейс САПР.
- Autodesk SketchBook[англ.] — приложение для рисования. Поддерживаемые платформы: iPhone, iPad, Android, Macintosh, Windows.
- Autodesk Freewheel — бесплатная интернет-служба для обмена 3D- и 2D-проектами. Обладает функциями интерактивного просмотра и печати, а также позволяет внедрять интерактивные проекты в Web-страницы. При этом не нужно загружать и устанавливать никакого дополнительного программного обеспечения.
- AutoCAD Freestyle (ранее Project Cooper) — проект Autodesk Labs. Недорогая программа для двухмерного рисования, ориентированная на дизайнеров ландшафтов и интерьера, проектировщиков, подрядчиков и руководителей проектов, которым часто требуется возможность визуализировать свои мысли и идеи «на лету».
- Autodesk Homestyler (ранее Project Dragonfly) — проект Autodesk Labs. Бесплатное веб-приложение, предназначенное для создания дизайна и проектирования помещений. Предлагает в том числе доступ к библиотеке компонентов и вариантов дизайна, созданных другими пользователями.
- Project Butterfly — проект Autodesk Labs. Инструмент для пользователей AutoCAD, позволяющий редактировать файлы формата DWG непосредственно в браузере, в том числе и совместно.[источник не указан 147 дней]

## Образовательное сообщество
Студенческие версии основных программ Autodesk, предназначенные исключительно для использования студентами и преподавателями в образовательных целях, доступны для бесплатной загрузки с сайта образовательного сообщества при условии регистрации. Кроме того, на этом портале выложены учебные пособия и материалы, статьи о последних тенденциях в технологиях проектирования и дизайна.

## Показатели деятельности
В момент начала 2011 года штат компании насчитывал 6,5 тыс. сотрудников.
Выручка за 2010 финансовый год (закончился в феврале 2010) составила $1,71 млрд, чистая прибыль составила $247 млн.
Выручка за 2015 финансовый год составила $2,5 млрд.

## Autodesk в России
Официальное представительство Autodesk в России и СНГ существует с июля 2004 года (зарегистрировано в Российской Федерации как ООО «Аутодеск Си-Ай-Эс»). Административно относится к региону EMEA. Глава представительства (региональный директор) — до декабря 2009 года Александр Тасев, с 14 апреля 2011 года — Алексей Рыжов, с июля 2016 года — Анастасия Морозова. Технический директор с сентября 2016 года — Петр Манин.
В России и СНГ работают 140 авторизованных партнёров, 80 авторизованных учебных центров и 40 партнеров-разработчиков Autodesk. В 2020 году компания занимала третье место среди зарубежных поставщиков систем автоматизированного проектирования в России, сумма закупок её продукции на госзакупках составила 320 млн руб..
4 марта 2022 года из-за Вторжения России на Украину Autodesk присоединился к бойкоту Российской Федерации и приостановил свою работу в России.